# Desmos dubius
Desmos dubius là loài thực vật có hoa thuộc họ Na. Loài này được (Craib) Craib mô tả khoa học đầu tiên năm 1925.